# Danikanahalli, Belur
Danikanahalli là một làng thuộc tehsil Belur, huyện Hassan, bang Karnataka, Ấn Độ.